# دوري كرة القدم الغربي 1930–31
دوري كرة القدم الغربي 1930–31 (بالإنجليزية: 1930–31 Western Football League)‏ هو موسم من دوري كرة القدم الغربي ‏. فاز فيه نادي إكزتر سيتي.